# (38582) 1999 XE37
1999 XE37 (asteroide 38582) é um asteroide da cintura principal. Possui uma excentricidade de 0.12985180 e uma inclinação de 11.33639º.
Este asteroide foi descoberto no dia 7 de dezembro de 1999 por Charles W. Juels em Fountain Hills.